# Valsch geld
Valsch geld is een Nederlandse film uit 1943 van Alfred Mazure in geluid en zwart-wit en maakt deel uit van een Dick Bos-filmtrilogie.
Alfred Mazure maakte deze film in eigen beheer en vertoonde de film binnen eigen vriendenkring. Later kreeg de film nog een kleine persvertoning. Na de oorlog is de film nooit meer vertoond en tot op de dag van vandaag is hij in familiebeheer gebleven.

## Rolverdeling
- Maurice van Nieuwenhuizen - Dick Bos
- Alfred Mazure
- Piet van der Ham